# Dalkhola
Dalkhola è una suddivisione dell'India, classificata come census town, di 13.891 abitanti, situata nel distretto del Dinajpur Settentrionale, nello stato federato del Bengala Occidentale. In base al numero di abitanti la città rientra nella classe IV (da 10.000 a 19.999 persone).

## Geografia fisica
La città è situata a 25° 51' 0 N e 87° 50' 60 E e ha un'altitudine di 22 m s.l.m..

## Società

### Evoluzione demografica
Al censimento del 2001 la popolazione di Dalkhola assommava a 13.891 persone, delle quali 7.364 maschi e 6.527 femmine. I bambini di età inferiore o uguale ai sei anni assommavano a 2.109, dei quali 1.072 maschi e 1.037 femmine. Infine, coloro che erano in grado di saper almeno leggere e scrivere erano 8.048, dei quali 4.766 maschi e 3.282 femmine.